# Ius edicendi
Le ius edicendi est dans la République romaine la faculté pour un magistrat romain supérieur de publier des édits.
Par ce droit, le magistrat pouvait rendre ses décisions obligatoires et les communiquer au peuple en faisant lire l'édit par un hérault. L'affichage public de l'édit complétait la publication. Ces décisions pouvaient avoir un simple caractère administratif, et pour un consul, être l'annonce de réunion du Sénat ou  des comices, ou bien de la tenue de fêtes publiques.
Les édiles curules et les deux préteurs urbain et pérégrin disposaient du droit de publier des édits. L'édit du préteur, publié à son entrée en fonction, annonçait selon quelles modalités il allait appliquer les lois dans l'exercice de son mandat.   